# 음력 11월 4일
음력 11월 4일은 음력 11월의 4번째 날이다.

## 문화
- 1964년 - 동양방송 텔레비전 방송 개국.
- 1991년 - 대한민국에서 SBS TV가 개국하였다.
- 2004년 - 대한민국-조선민주주의인민공화국간 경제협력사업인 개성공단에서의 첫 생산품 LivingArt 냄비 세트가 서울 롯데백화점에서 첫 판매 개시 후 15분 만에 무려 300세트 이상 팔려 나갔다.
- 2023년 - 수도권 전철 1호선 소요산 ~ 연천 구간 단선 전철 개통.

## 탄생
- 1904년 - 대한민국의 소설가 이태준.
- 1955년 - 대한민국의 배우 길용우.
- 1970년 - 대한민국의 배우 최성국.
- 1984년 - 대한민국의 배우 황정음
- 1988년 - 대한민국의 배우 함은정.
- 1991년 - 대한민국의 가수 민호.

## 사망
- 1905년 - 조선의 문신 민영환.

## 같이 보기
- 음력 360일: 1월 2월 3월 4월 5월 6월 7월 8월 9월 10월 11월 12월
- 전날:11월 3일 다음날:11월 5일 - 전달:10월 4일 다음달:12월 4일
- 양력:11월 4일
- 음력, 윤달